# بایرون مالنز
بایرون مالنز (انگلیسی: Byron Mullens؛ زادهٔ ۱۴ فوریهٔ ۱۹۸۹) بازیکن بسکتبال اهل ایالات متحده آمریکا است.
از باشگاه‌هایی که در آن بازی کرده‌است می‌توان به پانیونیس، لس آنجلس کلیپرز، اکلاهما سیتی تاندر، شارلوت هورنتس، و فیلادلفیا سونتی‌سیکسرز اشاره کرد.